# Gerbilliscus
Genre
Gerbilliscus est un genre de rongeurs de la sous-famille des Gerbillinae proche de Tatera.

## Liste des espèces
Ce genre selon MSW comprend les espèces suivantes :
Gerbilliscus (Gerbilliscus) Thomas, 1897
- Gerbilliscus (Gerbilliscus) boehmi Noack, 1887 - gerbille de Boehm

Gerbilliscus (Taterona) Wroughton, 1917
- Gerbilliscus (Taterona) afra Gray, 1830 - gerbille du Cap
- Gerbilliscus (Taterona) brantsii Smith, 1836  - gerbille de Brants
- Gerbilliscus (Taterona) guineae Thomas, 1910 -  gerbille de Guinée
- Gerbilliscus (Taterona) inclusus Thomas and Wroughton, 1908 gerbille de Gorogoza
- Gerbilliscus (Taterona) kempi Wroughton, 1906  - gerbille de Kemp
- Gerbilliscus (Taterona) leucogaster Peters, 1852 - gerbille du bushveld
- Gerbilliscus (Taterona) nigricaudus Peters, 1879  - gerbille à queue noire
- Gerbilliscus (Taterona) phillipsi de Winton, 1898
- Gerbilliscus (Taterona) robustus Cretzschmar, 1826
- Gerbilliscus (Taterona) validus Bocage, 1890  - gerbille de savane